# Valentin Mihăilă
Valentin Mihai Mihăilă, né le 2 février 2000 à Târgoviște en Roumanie, est un footballeur international roumain qui évolue au poste d'ailier au Çaykur Rizespor.

## Biographie

### Universitatea Craiova
Né à Târgoviște en Roumanie, Valentin Mihăilă est formé à l'Universitatea Craiova. Il joue son premier match de championnat le 29 juillet 2018, face à l'ACS Sepsi OSK Sfântu Gheorghe. Son équipe s'incline sur le score de un but à zéro ce jour-là. Lors de la journée suivante, le 3 août face au FC Botosani, Mihăilă se distingue en délivrant deux passes décisives sur les deux buts de son équipe, qui fait match nul (2-2).
Il inscrit son premier but le 19 avril 2019, sur la pelouse de l'Astra Giurgiu, match au cours duquel son équipe s'impose sur le score de un but à zéro.

### Parme Calcio
Le 5 octobre 2020 lors du dernier jour du mercato, Valentin Mihăilă s'engage pour cinq ans avec le Parme Calcio. Le montant du transfert est estimé à 8 millions d'euros. Le 21 janvier 2021, Mihăilă connait sa première titularisation avec Parme, lors d'une rencontre de coupe d'Italie face à la Lazio Rome. Il se fait remarquer ce jour-là en inscrivant son premier but pour Parme, mais son équipe s'incline (2-1),.

### Atalanta Bergame
Le 31 janvier 2022, dernier jour du mercato hivernal, Valentin Mihăilă est prêté  à l'Atalanta Bergame jusqu'à la fin de la saison avec obligation d'achat sous certaines conditions.

### Retour à Parme
Mihăilă fait son retour à Parme pour la saison 2022-2023 et se met en évidence en marquant un but dès la première journée de championnat contre le SSC Bari le 12 août 2022. Il est titularisé et marque sur coup franc mais les deux équipes se neutralisent (2-2 score final).
Lors de la saison 2023-2024, Mihăilă participe à la promotion de son équipe en première division, le Parme Calcio étant sacré champion de deuxième division,.

### Çaykur Rizespor (depuis 2025)
Le 18 juillet 2025, Valentin signe un contrat en faveur du Çaykur Rizespor. Le montant du transfert est estimé à 2 millions d'euros.

### En sélection
Avec l'équipe de Roumanie des moins de 19 ans il se fait remarquer le 20 novembre 2018 en réalisant un triplé lors de la victoire de son équipe face à Gibraltar. Ce jour-là les jeunes Roumains s'imposent sur le score de huit à zéro.
En mars 2021, il est appelé pour la première fois avec l'équipe nationale de Roumanie par l'entraîneur Mirel Rădoi pour les éliminatoires de la Coupe du Monde de la FIFA 2022 contre la Macédoine du Nord, l'Allemagne et l'Arménie. Le 25 mars, Mihăilă honore sa première sélection avec la Roumanie contre la Macédoine du Nord. Il remplace Florinel Coman, blessé dans la première moitié du match contre, et inscrit son premier but, participant à la victoire des siens (3–2),.
Le 19 juin 2023, Mihăilă se fait remarquer en marquant deux buts contre la Suisse à l'occasion d'un match comptant pour les éliminatoires de l'Euro 2024. Entré en jeu à la place de Ianis Hagi alors que son équipe est menée de deux buts, il marque à deux reprises en fin de match, permettant à son équipe d'accrocher le match nul (2-2 score final),.
Il est retenu dans la liste des 26 joueurs roumains du sélectionneur Edward Iordănescu pour participer à l'Euro 2024.

## Palmarès

### En club
Universitatea Craiova
- Vainqueur de la Coupe de Roumanie en 2018.

 Parme Calcio
- Championnat d'Italie de deuxième division
  - Champion en 2023-2024